# 1886 au Québec
Cet article traite des événements survenus en 1886 au Québec. 

## Événements

### Janvier
- Janvier : Une épidémie de variole à Montréal et ses environs cause 5 700 morts.
- 16 janvier : plusieurs hommes politiques, tant conservateurs que libéraux, se réunissent à Longueuil et y dénoncent le traitement subi par Louis Riel lors de son procès[1].
- 20 janvier : une assemblée contradictoire a lieu à Saint-Jérôme entre Chapleau et Mercier. Chapleau défend la position du gouvernement Macdonald dans l'affaire Riel[2].
- 30 janvier : le libéral Édouard-Hippolyte Laliberté (en) remporte l'élection partielle de Lotbinière[3].

### Février
- 5 février : Joseph-Adolphe Chapleau poursuit L'Étendard pour 20 000 $. Le journal a insinué que le premier ministre canadien John A. Macdonald ne veut pas lui donner un ministère à vocation économique à cause de documents compromettants qu'il aurait entre les mains[4].
- 15 février : une émeute éclate à Paspébiac en Gaspésie. La famine qui y sévit depuis quelques mois en serait la cause. La milice intervient pour mettre fin à l'émeute de métis Gaspésiens[5].
- 18 février : une assemblée contradictoire ayant pour thème l'affaire Riel a lieu à Sillery entre le journaliste Joseph-Israël Tarte et l'homme politique Thomas Chase-Casgrain. Elle donne lieu à de violentes bagarres parmi les spectateurs[6].
- 27 février : les émeutiers de Paspébiac devront subir un procès à l'automne.

### Mars
- 1er mars : Honoré Beaugrand est réélu à la mairie de Montréal.
- 2 mars : à Ottawa, le député libéral Philippe Landry dépose une motion à la Chambre des communes lui demandant de regretter l'exécution de Louis Riel[7].
- 16 mars : Wilfrid Laurier annonce qu'il votera pour la motion Landry. Selon lui, Riel a été exécuté par esprit de vengeance[8].
- 24 mars : 
  - à la Chambre des Communes, la motion Landry est battue par 146 voix contre 52[8].
  - le libéral Joseph-Éna Girouard est réélu dans Drummond-Arthabaska lors d'une élection partielle. Son élection de 1885 avait en effet été contestée et invalidée[3].

### Avril
- 8 avril : ouverture de la cinquième session de la 5e législature. Le discours du Trône est lu en présence des consuls de France, d'Espagne et des États-Unis[9].
- 16 avril : l'Assemblée législative vote une motion de félicitations au premier ministre britannique William Gladstone, qui s'apprête, à Londres, à faire voter le Home Rule pour l'Irlande[10].
- 17 avril : Montréal connaît la pire inondation de son histoire. Pendant trois jours, toute la ville au sud de la côte du Beaver Hall est inondée. Plus de 20 000 familles sont touchées par la montée des eaux dans les quartiers ouvriers de Griffintown et Pointe-Saint-Charles[11].

- 25 avril : une mutinerie a lieu au pénitencier Saint-Vincent-de-Paul. L'un des prisonniers, un dénommé Corriveau, est tué par les policiers lors de la reprise en main de la prison[12].
- 28 avril : une motion est déposée à l'Assemblée législative déplorant l'exécution de Louis Riel[3].

### Mai
- Mai : l'Assemblée législative adopte une loi établissant un Conseil provincial d'hygiène et obligeant les municipalités à créer un bureau local de santé[13].
- 5 mai : le libéral Abraham Bernard (en) est réélu lors de l'élection partielle de Verchères[3].
- 7 mai : 
  - l'Assemblée législative adopte une résolution déclarant qu'elle n'a pas à exprimer d'opinion sur l'affaire Riel[3].
  - lors de son discours du budget, le trésorier Joseph Gibb Robertson annonce un excédent budgétaire d'un peu plus de 25 000 $[14].
- 8 mai : une motion blâmant l'attitude du gouvernement fédéral dans l'affaire Riel est battu par 43 voix contre 16 à l'Assemblée législative[15].
- 12 mai : une motion est déposée contre le député libéral Charles-Antoine-Ernest Gagnon, qui a interrompu les travaux de la Chambre par sa « conduite désordonnée »[3].
- 13 mai : le conseil municipal de Montréal accorde à la Royal Electric Company le contrat d'éclairage de certaines rues de la ville[16].

### Juin
- 7 juin : le Vatican annonce que l'archevêque de Québec, Elzéar-Alexandre Taschereau, est élevé au rang de cardinal. Taschereau devient ainsi le premier cardinal canadien, le second en Amérique[3].
- 8 juin : des citoyens de Québec annoncent leur projet de faire ériger un monument à Samuel de Champlain sur la terrasse Dufferin face au fleuve[17].
- 13 juin : l'évêché de Montréal est érigé en archevêché[18].
- 14 juin : l'Assemblée législative adresse une motion de félicitations au nouveau cardinal Taschereau[3].
- 21 juin : la session parlementaire est prorogée.
- 26 juin : Honoré Mercier rend public le programme de son nouveau Parti national, ralliant les libéraux et les conservateurs déçus de l'attitude de leurs chefs lors de l'affaire Riel. Il y met en valeur les principes de l'autonomie provinciale[19].
- 28 juin : le premier train de passagers Montréal-Vancouver prend le départ à la gare Dalhousie[20].

### Juillet
- 6 juillet : inauguration du premier train de marchandises Montréal-Vancouver.
- 17 juillet : les premiers lampadaires électriques sont installés à Montréal[16].
- 21 juillet : à Québec, Elzéar-Alexandre Taschereau reçoit officiellement la barrette cardinalice de l'envoyé papal. La cérémonie rassemble 50 000 personnes[21].
- 30 juillet : le libéral Raymond Préfontaine remporte l'élection partielle fédérale de Chambly à la suite de la démission de Pierre Basile Benoit.

### Août
- 11 août : le gouvernement Ross confie au sculpteur Louis-Philippe Hébert le contrat de réaliser 10 monuments le long de la façade principale de l'Hôtel du Parlement. Ces monuments seront érigés de 1890 à 1895[3].
- 12 août : pour la première fois au Québec, des candidats d'un Parti ouvrier annoncent qu'ils présenteront leurs candidatures lors de la prochaine élection provinciale[22].

### Septembre
- Septembre : inauguration de la première ligne télégraphique exclusivement canadienne entre Montréal et Vancouver[20].
- 9 septembre : le premier ministre John Jones Ross déclenche des élections générales pour le 14 octobre.

### Octobre
- 14 octobre : le Parti national d'Honoré Mercier remporte une victoire très mince lors des élections avec 33 libéraux et 3 nationalistes qui lui sont ralliés contre 26 conservateurs et 3 conservateurs indépendants. Le Parti ouvrier de fait élire aucun député. Malgré tout, John Jones Ross reste premier ministre et tente de s'accrocher au pouvoir. Il compte en effet rallier les 3 nationalistes et les 3 conservateurs indépendants avant l'ouverture de la prochaine session[23].

### Novembre
- 4 novembre : Wilfrid Laurier commence sa campagne électorale fédérale à Québec où il dénonce la pendaison de Riel et le traitement infligé aux Métis[24].

### Décembre
- 11 décembre : le conservateur national Georges Duhamel et le conservateur Louis-Olivier Taillon remportent les élections partielles d'Iberville et de Montcalm[3].
- 20 décembre : le journal L'Électeur publie un manifeste dans lequel 32 députés conservateurs ont signé un round robin[25] réclamant la démission de Ross[26].

## Naissances
- 12 janvier - Joe Power (en) (joueur de hockey sur glace et homme politique) († 1er juin 1935)
- 25 mai - Archange Godbout (personnalité religieuse) († 23 mai 1960)
- 30 mai - Laurent Barré (agriculteur et homme politique)  († 26 août 1964)
- 20 juin - Octave Bélanger (peintre) († 4 décembre 1972)
- 31 juillet - Joseph-Ernest Grégoire (homme politique) († 17 septembre 1980)
- 4 août - Pierre-François Casgrain (avocat et homme politique) († 2 août 1950)
- 20 août - Joseph-David Gagné (homme d'affaires et homme politique) († 19 février 1972)
- 25 septembre - Edward Stuart McDougall (homme de loi) († 19 juin 1957)
- 7 décembre - Philippe Adam  (homme politique) († 5 octobre 1963)

## Décès
- 3 mars - William McDougall (homme politique) (º 1831)
- 30 mars - Joseph-Alfred Mousseau (premier ministre du Québec) (º 18 juillet 1838)
- 14 avril - James Douglas (physicien) (º 20 mai 1800)
- 15 avril - Ferdinand Gagnon (journaliste) (º 8 juin 1849)
- 25 juin - Jean-Louis Beaudry (homme d'affaires et homme politique)  (º 27 mars 1809)